# دينيس ماتيو
دينيس ماتيو (بالفرنسية: Denis Mathieu)‏ (1 يناير 1950 - 11 أبريل 1995) هو لاعب كرة قدم فرنسي سابق كان يلعب كلاعب وسط.

## روابط خارجية
- دينيس ماتيو على موقع قاعدة بيانات كرة القدم.إي يو (الإنجليزية)